# Bandera de Somàlia
La bandera de Somàlia, de color blau i amb una estrella de cinc puntes blanca al mig, fou adoptada el 12 d'octubre de 1954. Va ser dissenyada per Mohammed Awale Liban i fou usada en un principi per la Somàlia Italiana, i després del 1957 també per la Somàlia Britànica; a partir del 1960 va ser la bandera del nou estat fruit de la unió entre aquests dos territoris.
Segons M. Liban, la bandera s'havia d'assemblar a la bandera de l'ONU, que va ajudar el país a aconseguir la independència d'Itàlia.
Les cinc puntes de l'estrella simbolitzen les cinc zones on viuen els somalís: la Somàlia Britànica, la Somàlia Italiana, la Somàlia Francesa (Djibouti), Ogaden (a Etiòpia) i la província del Nord-est de Kenya.

## Colors
|             | Blau       | Blanc       |
| ----------- | ---------- | ----------- |
| RGB         | 65/143/222 | 255/255/255 |
| Hexadecimal | #418FDE    | #FFFFFF     |
| CMYK        | 71/36/0/13 | 0/0/0/0     |